# Cen Elezi
Cen Elezi, född 1884, död 1949, var en albansk politiker och militär.
Cen Elezi kom från en inflytelserik albansk familj vars hem låg i Dibraregionen. Familjen var ursprungligen från Kosovo och blev år 1920 deporterad till Albanien av den serbiska ockupationsmakten. Han låg bakom en misslyckad revolt mot Ahmet Zogu i mars 1922. Han blev benådad men i december 1924 återupptog han krigandet. När italienarna drev bort Ahmet Zogu och hans regim blev han medlem i den fascistiska regeringen i Albanien. Han hoppade av den fascistiska regeringen och blev övertalad av Abaz Kupi att ingå i den pro-zogistiska rörelsen som ville återinsätta Ahmet Zogu-regimen i Albanien. Han hoppade av ännu en gång, nu till den kommunistiska frihetsrörelsen. Efter andra världskriget flydde han till Kosovo och blev motståndare till kommunisterna och grundade en organisation som ville störta den kommunistiska regimen i Albanien. Av den brittiska underrättelsetjänsten ansågs han som ”småsint, avundsjuk och maktlysten” på grund av att han ständigt byte sida i det albanska inbördeskriget, något som var karaktäristiskt för en bajraktar (klanhövding).